# Thailand Open 2009 - Qualificazioni singolare
Le qualificazioni del singolare  del Thailand Open 2009 sono state un torneo di tennis preliminare per accedere alla fase finale della manifestazione. I vincitori dell'ultimo turno sono entrati di diritto nel tabellone principale. In caso di ritiro di uno o più giocatori aventi diritto a questi sono subentrati i lucky loser, ossia i giocatori che hanno perso nell'ultimo turno ma che avevano una classifica più alta rispetto agli altri partecipanti che avevano comunque perso nel turno finale.
Le qualificazioni del torneo Thailand Open  2009 prevedevano 30 partecipanti di cui 4 sono entrati nel tabellone principale.

## Teste di serie
1. Florian Mayer (Qualificato)
2. Rajeev Ram (secondo turno)
3. Marco Chiudinelli (Qualificato)
4. Édouard Roger-Vasselin (Qualificato)

1. Donald Young (ultimo turno)
2. Gō Soeda (ultimo turno)
3. Marsel İlhan (Qualificato)
4. Rik De Voest (ultimo turno)

## Qualificati
1. Florian Mayer
2. Marsel İlhan

1. Marco Chiudinelli
2. Édouard Roger-Vasselin

## Tabellone

### Legenda
| - Q = Qualificato - WC = Wild card - LL = Lucky loser | - ALT = Alternate - SE = Special Exempt - PR = Protected Ranking | - w/o = Walkover - r = Ritirato - d = Squalificato |

### Sezione 1
|  | Primo turno          | Primo turno          | Primo turno          | Primo turno | Primo turno |  |  | Secondo turno | Secondo turno | Secondo turno | Secondo turno | Secondo turno |   |   | Ultimo turno | Ultimo turno  | Ultimo turno  | Ultimo turno | Ultimo turno |  |
|  |                      |                      |                      |             |             |  |  |               |               |               |               |               |   |   |              |               |               |              |              |  |
|  |                      |                      |                      |             |             |  |  |               |               |               |               |               |   |   |              |               |               |              |              |  |
|  |                      |                      |                      |             |             |  |  | 1             | Florian Mayer | Florian Mayer | 6             | 6             |   |   |              |               |               |              |              |  |
|  | Tatsuma Itō          | Tatsuma Itō          | Tatsuma Itō          | 6           | 6           |  |  |               | Tatsuma Itō   | Tatsuma Itō   | 3             | 2             |   |   |              |               |               |              |              |  |
|  | Pongsiri Niroj       | Pongsiri Niroj       | Pongsiri Niroj       | 4           | 4           |  |  |               |               |               |               |               |   |   | 1            | Florian Mayer | Florian Mayer | 6            | 6            |  |
|  | Tasuku Iwami         | Tasuku Iwami         | Tasuku Iwami         | 6           | 6           |  |  |               |               | 5             | Donald Young  | Donald Young  | 2 | 4 |              |               |               |              |              |  |
|  | Pitchaya Limpimprorh | Pitchaya Limpimprorh | Pitchaya Limpimprorh | 1           | 2           |  |  |               | Tasuku Iwami  | Tasuku Iwami  | 4             | 3             |   |   |              |               |               |              |              |  |
|  | 5                    | Donald Young         | Donald Young         | 6           | 6           |  |  | 5             | Donald Young  | Donald Young  | 6             | 6             |   |   |              |               |               |              |              |  |
|  |                      | Nathan Thompson      | Nathan Thompson      | 1           | 2           |  |  |               |               |               |               |               |   |   |              |               |               |              |              |  |

### Sezione 2
|  | Primo turno          | Primo turno          | Primo turno          | Primo turno | Primo turno |  |  | Secondo turno | Secondo turno        | Secondo turno        | Secondo turno | Secondo turno |   |   | Ultimo turno | Ultimo turno    | Ultimo turno    | Ultimo turno | Ultimo turno |  |
|  |                      |                      |                      |             |             |  |  |               |                      |                      |               |               |   |   |              |                 |                 |              |              |  |
|  |                      |                      |                      |             |             |  |  |               |                      |                      |               |               |   |   |              |                 |                 |              |              |  |
|  |                      |                      |                      |             |             |  |  | 2             | Rajeev Ram           | 3                    | 6             | 1             |   |   |              |                 |                 |              |              |  |
|  | Dominik Meffert      | Dominik Meffert      | Dominik Meffert      | 6           | 6           |  |  |               | Dominik Meffert      | 6                    | 3             | 6             |   |   |              |                 |                 |              |              |  |
|  | Jeff Coetzee         | Jeff Coetzee         | Jeff Coetzee         | 2           | 2           |  |  |               |                      |                      |               |               |   |   |              | Dominik Meffert | Dominik Meffert | 5            | 3            |  |
|  | Peerakit Siributwong | Peerakit Siributwong | Peerakit Siributwong | 6           | 6           |  |  |               |                      | 7                    | Marsel İlhan  | Marsel İlhan  | 7 | 6 |              |                 |                 |              |              |  |
|  | Rawat Kitprasertskul | Rawat Kitprasertskul | Rawat Kitprasertskul | 3           | 1           |  |  |               | Peerakit Siributwong | Peerakit Siributwong | 2             | 4             |   |   |              |                 |                 |              |              |  |
|  | 7                    | Marsel İlhan         | Marsel İlhan         | 7           | 7           |  |  | 7             | Marsel İlhan         | Marsel İlhan         | 6             | 6             |   |   |              |                 |                 |              |              |  |
|  |                      | Sanchai Ratiwatana   | Sanchai Ratiwatana   | 5           | 5           |  |  |               |                      |                      |               |               |   |   |              |                 |                 |              |              |  |

### Sezione 3
|  | Primo turno                 | Primo turno                 | Primo turno                | Primo turno | Primo turno |  |  | Secondo turno | Secondo turno     | Secondo turno     | Secondo turno | Secondo turno |   |   | Ultimo turno | Ultimo turno      | Ultimo turno | Ultimo turno | Ultimo turno |  |
|  |                             |                             |                            |             |             |  |  |               |                   |                   |               |               |   |   |              |                   |              |              |              |  |
|  | 3                           | Marco Chiudinelli           | Marco Chiudinelli          | 6           | 6           |  |  |               |                   |                   |               |               |   |   |              |                   |              |              |              |  |
|  |                             | Vorachit Runglertmaneepong  | Vorachit Runglertmaneepong | 0           | 1           |  |  | 3             | Marco Chiudinelli | Marco Chiudinelli | 6             | 6             |   |   |              |                   |              |              |              |  |
|  | Luka Gregorc                | Luka Gregorc                | 6                          | 3           | 6           |  |  |               | Luka Gregorc      | Luka Gregorc      | 1             | 4             |   |   |              |                   |              |              |              |  |
|  | Perakiat Siriluethaiwattana | Perakiat Siriluethaiwattana | 0                          | 6           | 3           |  |  |               |                   |                   |               |               |   |   | 3            | Marco Chiudinelli | 6            | 1            | 6            |  |
|  | Simon Stadler               | Simon Stadler               | Simon Stadler              | 6           | 6           |  |  |               |                   | 6                 | Gō Soeda      | 4             | 6 | 3 |              |                   |              |              |              |  |
|  | Pongsatorn Benjamas         | Pongsatorn Benjamas         | Pongsatorn Benjamas        | 3           | 0           |  |  |               | Simon Stadler     | 7                 | 3             | 4             |   |   |              |                   |              |              |              |  |
|  | 6                           | Gō Soeda                    | Gō Soeda                   | 6           | 6           |  |  | 6             | Gō Soeda          | 5                 | 6             | 6             |   |   |              |                   |              |              |              |  |
|  |                             | Deivids Juksa               | Deivids Juksa              | 1           | 2           |  |  |               |                   |                   |               |               |   |   |              |                   |              |              |              |  |

### Sezione 4
|  | Primo turno          | Primo turno            | Primo turno            | Primo turno | Primo turno |  |  | Secondo turno | Secondo turno          | Secondo turno        | Secondo turno | Secondo turno |   |   | Ultimo turno | Ultimo turno           | Ultimo turno           | Ultimo turno | Ultimo turno |  |
|  |                      |                        |                        |             |             |  |  |               |                        |                      |               |               |   |   |              |                        |                        |              |              |  |
|  | 4                    | Édouard Roger-Vasselin | Édouard Roger-Vasselin | 6           | 6           |  |  |               |                        |                      |               |               |   |   |              |                        |                        |              |              |  |
|  |                      | Lukáš Dlouhý           | Lukáš Dlouhý           | 2           | 1           |  |  | 4             | Édouard Roger-Vasselin | 6                    | 3             | 7             |   |   |              |                        |                        |              |              |  |
|  | Alexander Peya       | Alexander Peya         | Alexander Peya         | 6           | 6           |  |  |               | Alexander Peya         | 3                    | 6             | 62            |   |   |              |                        |                        |              |              |  |
|  | Kirati Siributwong   | Kirati Siributwong     | Kirati Siributwong     | 0           | 2           |  |  |               |                        |                      |               |               |   |   | 4            | Édouard Roger-Vasselin | Édouard Roger-Vasselin | 6            | 6            |  |
|  | Weerapat Doakmaiklee | Weerapat Doakmaiklee   | Weerapat Doakmaiklee   | 6           | 6           |  |  |               |                        | 8                    | Rik De Voest  | Rik De Voest  | 2 | 1 |              |                        |                        |              |              |  |
|  | Warut Korkiatthaworn | Warut Korkiatthaworn   | Warut Korkiatthaworn   | 3           | 1           |  |  |               | Weerapat Doakmaiklee   | Weerapat Doakmaiklee | 3             | 4             |   |   |              |                        |                        |              |              |  |
|  | 8                    | Rik De Voest           | Rik De Voest           | 6           | 6           |  |  | 8             | Rik De Voest           | Rik De Voest         | 6             | 6             |   |   |              |                        |                        |              |              |  |
|  |                      | Levar Harper-Griffith  | Levar Harper-Griffith  | 3           | 4           |  |  |               |                        |                      |               |               |   |   |              |                        |                        |              |              |  |